# Gare de Torpes - Boussières
Gare de Torpes - Boussières vasútállomás Franciaországban, Torpes településen.

## Vasútvonalak
Az állomást az alábbi vasútvonalak érintik:
- Franois–Arc-et-Senans-vasútvonal

## Kapcsolódó állomások
A vasútállomáshoz az alábbi állomások vannak a legközelebb:
- Gare de Montferrand - Thoraise
- Gare de Byans